# Deko (киберспортсмен)
Дени́с Жу́ков (род. 10 июля 2001, Джанкой, АР Крым, Украина)— российский киберспортсмен по Counter-Strike 2, более известный под никнеймом deko. Известный своими навыками рифлера и снайпера, выступал за Aurora Gaming, демонстрируя мастерство в обеих ролях. Его достижения включают победы в CCT Season 1 и Skyesports, а также призовые места на ESL Challenger. В ноябре 2024 года он временно приостановил профессиональную деятельность.

## Киберспортивная карьера
Денис "deko" Жуков начал свой путь в профессиональном Counter-Strike в 2017 году. Первые шаги в киберспорте он делал в 2020 году, выступая за такие коллективы, как Quantum Bellator Fire и EXTREMUM.
Знаковым событием в карьере deko стало подписание контракта с 1win Team 18 января 2021 года. В составе этой команды он добился первых значимых результатов, заняв 3-4 места на Dell Gaming League Season 2 и Spring Sweet Spring #3. Кульминацией этого периода стала победа на Malta Vibes Knockout Series #2 в сентябре 2021 года, принесшая команде 24 тысячи долларов. В октябре того же года коллектив остановился в шаге от победы на Malta Vibes Knockout Series #3, заняв второе место.
В 2022 году deko продолжил демонстрировать стабильные результаты с 1win Team, дважды завоевав серебро на турнирах ESL Challenger League Season 40: Europe и ESL Challenger League Season 41: Europe в апреле и июне соответственно.
2023 год принес бронзу на онлайн-турнире ESL Challenger League Season 44: Europe и $7,000 призовых. В апреле 1win Team приняла участие в BLAST.tv Paris Major 2023: European RMR A, однако не смогла занять призовое место.
8 ноября 2023 года ознаменовался переходом Дениса «deko» Жукова в Aurora Gaming, о котором клуб официально объявил в социальных сетях.
В составе новой организации deko добился впечатляющих результатов, одержав победы на Skyesports Grand Slam 2024 и Skyesports Masters 2024, а также заняв второе место на ESL Challenger at DreamHack Melbourne 2024.
В ноябре 2024 года Aurora Gaming объявила о кадровых изменениях в своем Counter-Strike 2 составе: «deko» покинул активный ростер и взял перерыв в карьере.
В январе 2025 года deko вернулся на экраны в рамках медиа-турнира Evelone Duo Cup, где его партнером стал Андрей "tN1R" Татаринович.
В августе 2025 года deko одержал победу на медиа-турнира BetBoom Ct0m Cup 2×2 от стримера с никнеймом "Сt0m" , его партнёром стал Evelone. Призовые составили 500,000 рублей. 

## Достижения

### Клубные
Источник:
|      | Место | Турнир                           | Команда       | Место проведения | Дата                | Призовые  |
| 2021 | 2021  | 2021                             | 2021          | 2021             | 2021                | 2021      |
| ---- | ----- | -------------------------------- | ------------- | ---------------- | ------------------- | --------- |
| 2021 | 3—4   | Spring Sweet Spring #3           | 1win Team     | Онлайн           | 7—30 июня           | 7000 $    |
| 2021 | 1     | BetBoom Playlist. Freedom        | 1win Team     | Онлайн           | 1—31 мая            | 80 000 $  |
| 2021 | 1     | CCT Season 1 Online Finals #3    | 1win Team     | Онлайн           | 18—25 сентября      | 100 000 $ |
| 2021 | 2     | CCT Season 1 Online Finals #5    | Aurora Gaming | Онлайн           | 30 ноября—7 декабря | 40 000 $  |
| 2024 | 1     | Skyesports Masters 2024          | Aurora Gaming | Онлайн           | 8—14 апреля         | 105 000 $ |
| 2024 | 2     | ESL Challenger Melbourne 2024    | Aurora Gaming | Мельбурн         | 26—28 апреля        | 20 000 $  |
| 2024 | 3     | MESA Nomadic Masters Spring 2024 | Aurora Gaming | Улан-Батор       | 28 мая — 2 июня     | 15 000 $  |
| 2024 | 3—4   | ESL Challenger Jönköping 2024    | Aurora Gaming | Йёнчёпинг        | 14—16 июня          | 10 000 $  |
| 2024 | 3—4   | Skyesports Championship 2024     | Aurora Gaming | Мумбаи           | 23—28 июля          | 35 000 $  |